# Список тривиальных названий гетероциклических соединений

Тривиальные названия гетероциклических соединений не отражают строение гетероциклических соединений и основаны обычно на обстоятельствах их открытия (источник, свойства соединения и других). От таких названий в настоящее время отказываются в пользу систематических названий, однако ИЮПАК признаёт 47 (45) тривиальных названий, на основе которых методом конденсирования составляются названия более сложных гетероциклов, и 14 названий насыщенных систем, которые для этих целей не используются. Гетероциклы расположены в таблицах в порядке уменьшения старшинства.
В последней редакции списка отсутствуют соединения под номерами 2 и 3, а изотиазол и изоксазол были перенесены соответственно с позиций 43 и 45 на позиции 14a и 14b. Таким образом, число признанных тривиальных названий уменьшилось на 2.

## Тривиальные названия, применяемые в методе конденсирования
| №   | Название                               | Структурная формула                     | Этимология |
| --- | -------------------------------------- | --------------------------------------- | --- |
| 1   | Тиофен                                 | Структурная формула тиофена             | от др.-греч. θεῖον — сера и фен — устаревшего названия бензола                                                       |
| 2   | Бензо[b]тиофен                         | Структурная формула бензо[b]тиофена     | сокр. от бензол и тиофен                                                                                             |
| 3   | Нафто[2,3-b]тиофен                     | Структурная формула нафто[2,3-b]тиофена | сокр. от нафталин и тиофен                                                                                           |
| 4   | Тиантрен                               | Структурная формула тиантрена           | от др.-греч. θεῖον — сера и фенантрен                                                                                |
| 5   | Фуран                                  | Структурная формула фурана              | сокр. от устаревшего названия фурфуран (от лат. furfur — отруби)                                                     |
| 6   | Пиран                                  | Структурная формула 2H-пирана           | от др.-греч. πῦρ — огонь + -ан                                                                                       |
| 7   | Изобензофуран                          | Структурная формула изобензофурана      | сокр. от бензол, фуран и др.-греч. ἴσος — одинаковый                                                                 |
| 8   | Хромен                                 | Структурная формула 2H-хромена          | от др.-греч. χρῶμα — цвет + -ен                                                                                      |
| 9   | Ксантен                                | Структурная формула ксантена            | от др.-греч. ξανθός — жёлтый + -ен                                                                                   |
| 10  | Фенооксатиин                           | Структурная формула фенооксатиина       | сокр. от фено-, окса-, тиа- и -ин                                                                                    |
| 11  | 2H-Пиррол                              | Структурная формула 2H-пиррола          | от др.-греч. πῦρ — огонь (характеризует цвет, в который окрашивается сосновая щепка при опускании в соляную кислоту) |
| 12  | Пиррол                                 | Структурная формула 1H-пиррола          | от др.-греч. πῦρ — огонь (характеризует цвет, в который окрашивается сосновая щепка при опускании в соляную кислоту) |
| 13  | Имидазол                               | Структурная формула имидазола           | от имид-, аза- и -ол                                                                                                 |
| 14  | Пиразол                                | Структурная формула пиразола            | от др.-греч. πῦρ — огонь, аза- и -ол                                                                                 |
| 14a | Изотиазол                              | Структурная формула изотиазола          | сокр. от изо-, тиа-, аза- и -ол                                                                                      |
| 14b | Изоксазол                              | Структурная формула изоксазола          | сокр. от изо-, окса-, аза- и -ол                                                                                     |
| 15  | Пиридин                                | Структурная формула пиридина            | от др.-греч. πῦρ — огонь, -ид (случайный суффикс) и -ин                                                              |
| 16  | Пиразин                                | Структурная формула пиразина            | от др.-греч. πῦρ — огонь, аза- и -ин                                                                                 |
| 17  | Пиримидин                              | Структурная формула пиримидина          | сокр. от пиридин и амидин                                                                                            |
| 18  | Пиридазин                              | Структурная формула пиридазина          | от пиридин и гидразин                                                                                                |
| 19  | Индолизин                              | Структурная формула индолизина          | произв. от индол на манер хинолизина                                                                                 |
| 20  | Изоиндол                               | Структурная формула изоиндола           | произв. от изо- и индол                                                                                              |
| 21  | 3H-Индол                               | Структурная формула 3H-индола           | от индиго и -ол |
| 22  | Индол                                  | Структурная формула 1H-индола           | от индиго и -ол |
| 23  | Индазол                                | Структурная формула индазола            | от инден, аза- и -ол                                                                                                 |
| 24  | Пурин                                  | Структурная формула пурина              | от лат. purus — чистый, новолат. uricum — мочевая кислота и -ин                                                      |
| 25  | Хинолизин                              | Структурная формула хинолизина          | от хинолин и -изин                                                                                                   |
| 26  | Изохинолин                             | Структурная формула изохинолина         | от изо- и хинолин |
| 27  | Хинолин                                | Структурная формула хинолина            | от хино- (исп. quinquina — хинная кора), -ол и -ин                                                                   |
| 28  | Фталазин                               | Структурная формула фталазина           | от фтало- (сокр. от нафталин), аза- и -ин                                                                            |
| 29  | Нафтиридин (показан 1,8-нафтиридин)    | Структурная формула 1,8-нафтиридина     | сокр. от нафто- и пиридин                                                                                            |
| 30  | Хиноксалин                             | Структурная формула хиноксалина         | сокр. от хино- (исп. quinquina — хинная кора), глиоксаль и -ин                                                       |
| 31  | Хиназолин                              | Структурная формула хиназолина          | от хино- (исп. quinquina — хинная кора), аза-, -ол и -ин                                                             |
| 32  | Циннолин                               | Структурная формула циннолина           | измен. нем. Chinolin — хинолин                                                                                       |
| 33  | Птеридин                               | Структурная формула птеридина           | от др.-греч. πτερόν — перо, крыло и -идин                                                                            |
| 34  | 4aH-Карбазол                           | Структурная формула 4aH-карбазола       | от лат. carbo — уголь, аза- и -ол                                                                                    |
| 35  | Карбазол                               | Структурная формула карбазола           | от лат. carbo — уголь, аза- и -ол                                                                                    |
| 36  | β-Карболин                             | Структурная формула β-карболина         | сокр. от карбазол и хинолин                                                                                          |
| 37  | Фенантридин                            | Структурная формула фенантридина        | сокр. от фенантра- и пиридин                                                                                         |
| 38  | Акридин                                | Структурная формула акридина            | от лат. acer — острый, резкий и -идин                                                                                |
| 39  | Перимидин                              | Структурная формула перимидина          | от др.-греч. περί — возле, около и -амидин                                                                           |
| 40  | Фенантролин (показан 1,10-фенантролин) | Структурная формула 1,10-фенантролина   | сокр. от фенантрен и хинолин                                                                                         |
| 41  | Феназин                                | Структурная формула феназина            | сокр. от фено-, аза- и -ин                                                                                           |
| 42  | Фенарсазин                             | Структурная формула фенарсазина         | сокр. от фено-, арса-, аза- и -ин                                                                                    |
| 43  | Перенесено на позицию 14a.             |                                         | |
| 44  | Фенотиазин                             | Структурная формула фенотиазина         | сокр. от фено-, тиа-, аза- и -ин                                                                                     |
| 45  | Перенесено на позицию 14b.             |                                         | |
| 46  | Фуразан                                | Структурная формула фуразана            | |
| 47  | Феноксазин                             | Структурная формула феноксазина         | сокр. от фено-, окса-, аза- и -ин                                                                                    |

## Тривиальные названия, не применяемые в методе конденсирования
| №  | Название                          | Структурная формула               | Этимология |
| -- | --------------------------------- | --------------------------------- | --- |
| 1  | Изохроман                         | Структурная формула изохромана    | от изо-, др.-греч. χρῶμα — цвет + -ан |
| 2  | Хроман                            | Структурная формула хромана       | от др.-греч. χρῶμα — цвет + -ан |
| 3  | Пирролидин                        | Структурная формула пирролидина   | от пиррол + -идин |
| 4  | Пирролин (показан пирролин-2)     | Структурная формула пирролина-2   | от пиррол + -ин |
| 5  | Имидазолидин                      | Структурная формула имидазолидина | от имидазол + -идин |
| 6  | Имидазолин (показан имидазолин-2) | Структурная формула имидазолина   | от имидазол + -ин |
| 7  | Пиразолидин                       | Структурная формула пиразолидина  | от пиразол + -идин |
| 8  | Пиразолин (показан пиразолин-3)   | Структурная формула пиразолина-3  | от пиразол + -ин |
| 9  | Пиперидин                         | Структурная формула пиперидина    | от лат. piper — перец и -идин |
| 10 | Пиперазин                         | Структурная формула пиперазина    | от лат. piper — перец, аза- и -ин |
| 11 | Индолин                           | Структурная формула индолина      | от индол и -ин |
| 12 | Изоиндолин                        | Структурная формула изоиндолина   | от изо-, индол и -ин |
| 13 | Хинуклидин                        | Структурная формула хинуклидина   | сокр. от хино- (исп. quinquina — хинная кора), нуклео- (лат. nucleus — ядро, орех) и -идин                                                    |
| 14 | Морфолин                          | Структурная формула морфолина     | сокр. от морфин и хинолин (отсылка к ошибочному представлению о том, что морфин содержит морфолиновый цикл в качестве структурного фрагмента) |